# La casa blanca (Soutine)
La casa blanca (La Maison blanche) és un oli sobre tela de 65 × 50 cm realitzat per Chaïm Soutine vers l'any 1933 i dipositat al Museu de l'Orangerie de París.

## Context històric i artístic
Aquesta obra de Soutine ha estat objecte d'interpretacions contradictòries. El quadre no porta data ni signatura, però mai no se n'ha qüestionat l'autenticitat, ja que l'havia adquirit Paul Guillaume. La data de 1933, que proposa Waldemar George, és acceptada per Colette Giraudon, per a qui aquest paisatge és profundament diferent dels de Ceret i de Canha de Mar (sobretot, pels camins que s'uneixen en el primer pla i que després s'estenen a l'esquerra per a crear un efecte de perspectiva). Pierre Courthion, però, el situava l'any 1919 i Maurice Tuchman, al seu catàleg raonat, el data cap al 1918.

## Descripció
Dins d'una natura turmentada, característica de la primera època de Soutine, la casa blanca imposa la seua indoblegable verticalitat i solidesa al mig del paisatge, i no s'assembla als altres paisatges de l'artista. La casa sembla embolicada amb les cintes dels grans arabescs que descriuen els arbres torts. Dos camins que conflueixen i un camí que serpenteja turó amunt creen un efecte de perspectiva, més freqüent en els paisatges tardans de l'artista. Tot i que s'inclina fortament, aquest paisatge sembla molt més naturalista que els de Ceret o Canha de Mar.